# Курганов, Юрий Юрьевич
Ю́рий Ю́рьевич Курга́нов — советский и российский военачальник, старший гидронавт-исследователь Главного управления глубоководных исследований Министерства обороны Российской Федерации, Герой Российской Федерации (23.06.2016). Вице-адмирал (23.02.2007).

## Биография
Родился 11 июля 1957 года в городе Килия Килийского района Одесской области УССР в семье военного моряка. Русский. Окончил среднюю школу.
В Военно-Морском Флоте СССР с августа 1974 года. В 1979 году окончил штурманский факультет Высшего военно-морского училища имени М. В. Фрунзе в Ленинграде.
С июня 1979 года — командир рулевой группы, с декабря 1980 года — командир БЧ-1, с ноября 1981 года — помощник командира, а с декабря 1981 года по октябрь 1985 года — старший помощник командира подводной лодки проекта 641 «Б-31» 42-й бригады подводных лодок 9-й эскадры подводных лодок Северного флота.
В 1986 году окончил Высшие специальные офицерские классы Военно-Морского Флота (Ленинград). С июля 1986 года по октябрь 1989 года — командир подводной лодки проекта 641 «Б-2» 42-й бригады подводных лодок Кольской флотилии разнородных сил Северного флота.
В 1992 году окончил Военно-морскую академию имени Адмирала Флота Советского Союза Н. Г. Кузнецова (Санкт-Петербург). С июля 1992 года — начальник штаба 42-й бригады подводных лодок Кольской флотилии разнородных сил Северного флота.
С декабря 1995 года по август 1998 года — командир 69-й бригады 40-й дивизии подводных лодок. С декабря 1999 года — заместитель командира 40-й дивизии подводных лодок Кольской флотилии разнородных сил Северного флота. Участник 10 боевых служб в оперативно важных районах Средиземного моря и Атлантического океана.
С июня 2002 года — начальник организационно-мобилизационного управления штаба Северного флота, а с 9 ноября 2004 года — начальник штаба Кольской флотилии разнородных сил Северного флота. С 19 декабря 2005 года — начальник Управления кадров ВМФ России. С апреля 2010 года вице-адмирал Ю. Ю. Курганов — в запасе.
С апреля 2010 года — старший гидронавт-исследователь Главного управления глубоководных исследований Министерства обороны РФ. Участвовал в глубоководных испытаниях, погружениях и исследованиях на глубоководных аппаратах «Консул» и «Русь», предназначенных для проведения подводно-технических, аварийно-спасательных и научно-исследовательских работ.
В 2011 году на автономном глубоководном обитаемом аппарате «Консул» совершил погружение и провел исследования на глубинах до 6270 метров совместно с Д. В. Боевым и М. В. Кузьмичёвым.
В 2015 году на автономном глубоководном обитаемом аппарате «Русь», в качестве председателя Государственной комиссии, совершил погружение и провел исследования на глубинах до 6180 метров совместно с Д. В. Боевым и М. В. Кузьмичёвым.
Указом Президента Российской Федерации от 23 июня 2016 года за мужество и героизм, проявленные при выполнении служебного задания, Ю. Ю. Курганову присвоено звание Героя Российской Федерации с вручением медали «Золотая Звезда».
В 2015—2017 годах участвовал в трёх дальних походах общей продолжительностью девять месяцев (пройдено более 50 000 морских миль).

## Воинские звания
- контр-адмирал (12.06.2003)
- вице-адмирал (23.02.2007).

## Награды
- Орден «Мужества» (2011)[9]
- Орден «За военные заслуги» (1998)[9]
- Орден «За службу Родине в Вооруженных силах СССР» 3-й степени (1988)[9]
- Медали.

## Образование
- Высшее военно-морское училище имени М. В. Фрунзе (1979)
- Высшие специальные офицерские классы Военно-Морского Флота (1986)
- Военно-морская академия имени Адмирала Флота Советского Союза Н. Г. Кузнецова (1992)